# Taj Gibson
Taj Gibson (Brooklyn, New York, 24. lipnja 1985.) američki je profesionalni košarkaš. Igra na poziciji krilnog centra, a trenutačno je član NBA momčadi New York Knicksa 
. Izabran je u 1. krugu (26. ukupno) NBA drafta 2009. od strane istoimene momčadi. 

## Sveučilište
Na sveučilištu Južna Karolina proveo je tri sezone, a u prosjeku je postizao 12,4 poena, 8,5 skokova i 2,4 asistencije po utakmici. Sveučilišnu karijeru započeo je kao jedan od najstarijih freshmana u državi u dobi od 22 godine, te je izabran u Pac-10 All freshman momčad. Na drugoj godini predvodio je momčad u skokovima (7,8), blokadama (2,5) i postotku šuta iz igre (58%), ali je bio tek treći strijelac momčadi sa samo 10,8 poena u prosjeku. U 19 od 33 odigrane utakmice postigao je dvoznamenkasti učinak i askupio pet double-double učinaka. Najbolju utakmicu odigrao je protiv Stanforda, kada je postigao 20 poena, 11 skokova i 5 blokada. Bio je izabran u najbolju obrambenu petorku konferencije. Bio je prvi bloker i treći skakač Pac-10 konferencije. Postigao je 10 ili više poena u 30 od 35 odigranih utakmica. Još je izabran u najbolju momčad turnira Pac-10 konferecnije.

## NBA
Izabran je kao 26. izbor NBA drafta 2009. od strane Chicago Bullsa. 3. srpnja 2009. zajedno je s još jednim izborom drafta, Jamesom Johnsonom potpisao za Bullse. U gostujućoj pobjedi svoje momčadi u Indiani (95:104), ušao je s klupe i ubacio 19 poena uz devet skokova. Time je ostavio sjajan dojam u prvoj predsezonskoj utakmici.

## Vanjske poveznice
- Profil  Arhivirana inačica izvorne stranice od 26. svibnja 2009. (Wayback Machine) na USC